# Papa Celestin al II-lea
Papa Celestin al II-lea (n.  ?, Città di Castello, Umbria, Italia – d. 8 martie 1144, Roma, Statele Papale) a fost un papă al Romei în perioada 1143 - 1144.